# El caradura y la millonaria
El caradura y la millonaria, también conocido como No estoy enamorada de ti, pero te quiero es un filme argentino de 1971 dirigido por Enrique Cahen Salaberry.

## Reparto[1]
- Juan Carlos Altavista
- María Vaner
- Santiago Bal
- Aldo Bigatti
- Susana Brunetti
- Pablo Codevila
- Dringue Farías
- Guido Gorgatti
- Fidel Pintos
- Menchu Quesada
- Virginia Romay
- León Sarthié
- Semillita
- Tomás Simari
- Emilio Vidal
- Oscar Villa
- Susana Rubio

## Detalles
- Color: película a color.
- Tipo de sonido: mono.
- Lugares de grabación: Buenos Aires (Argentina).
- Música original: Horacio Malvicino